# Atys caribaeus
Atys caribaeus är en snäckart som först beskrevs av d'Orbigny 1841.  Atys caribaeus ingår i släktet Atys och familjen Haminoeidae. Inga underarter finns listade i Catalogue of Life.